# Ryan Regez
Ryan Regez (* 30. ledna 1993 Interlaken) je švýcarský akrobatický lyžař. Na olympijských hrách v Pekingu roku 2022 vyhrál závod ve skikrosu. Světový pohár jezdí od roku 2015. Vyhrál v něm šest závodů, čtrnáctkrát stál na stupních vítězů (k únoru 2022). V sezóně 2019/20 byl ve světovém poháru celkově druhý ve skikrosu. V roce 2020 se stal mistrem Švýcarska.